# Twee jaargedichten in Leiden
In Leiden zijn twee jaargedichten te vinden in het openbaar, onder de Sint Jeroensbrug en voor het stadhuis. Deze chronogrammen gaan over het beleg en de bevrijding van de Spanjaarden in 1574.

## Gedicht onder de Sint Jeroensbrug
Het gedicht onder de Sint Jeroensbrug in Leiden is een oud gedicht over de bevrijding van de stad Leiden van de Spanjaarden. Er was een enorme hongersnood tijdens het Beleg van Leiden (1573-1574) door de Spanjaarden en de mensen de stad niet in of uit konden. Toen Leiden uiteindelijk werd ontzet door de Geuzen op 3 oktober 1574 werd er haring en wittebrood uitgedeeld bij de Sint Jeroensbrug. Hier gaat het gedicht dus ook over en daarom hangt het gedicht precies op die plek. Het gedicht is hoogstwaarschijnlijk geschreven door Jan van Hout.

Men.VVas.in.groot.verdriet.

VVant.eten.VVasser.niet.

En.t'Volc.Van.hunger.schreiden.

Ten.laetst.God.Neder.siet.

En.zunt.devr.deze.Vliet.

Broot.spiz.en.dranck.in.Leiden.

Er zitten vier chronogrammen in dit gedicht:
1. Alle letters die je als romeins cijfer kan lezen, leveren bij elkaar opgeteld het getal 1574 op, het jaar waarin Leiden werd ontzet.
2. De acht stukjes die zijn onderstreept vormen met elkaar drie oktober, de datum waarop dit gebeurde.
3. Diezelfde acht stukjes staan voor acht uur.
4. Er zijn 131 letters in dit gedicht die staan voor hoe lang het beleg van de stad duurde.

## Gedicht voor het Leidse stadhuis

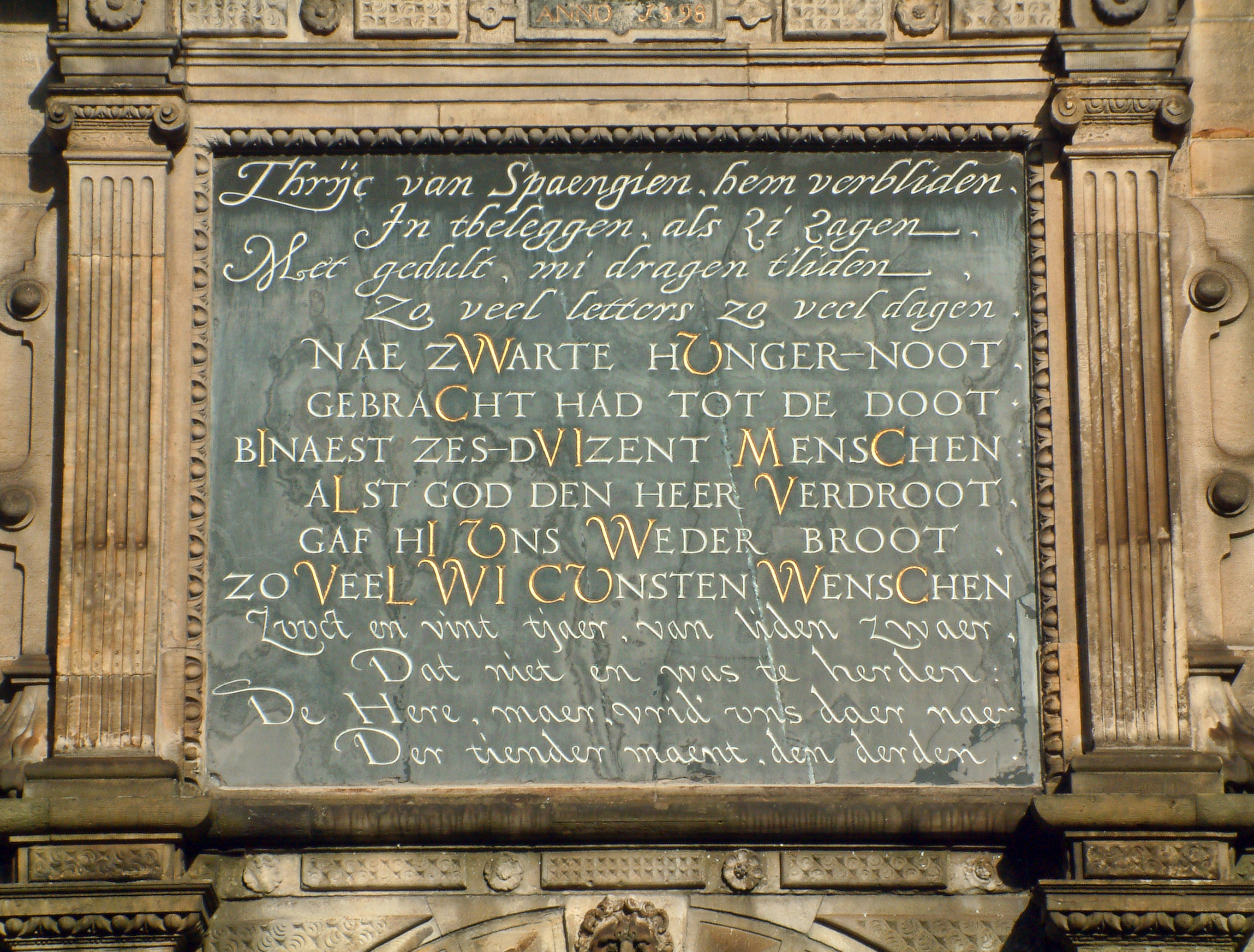
Gedicht voor het stadhuis

Ook voor het Leidse stadhuis hangt een gedicht met als onderwerp de bevrijding van Leiden. Jan van Hout wordt ook hier beschouwd als de schrijver. In het gedicht zegt hij dat na veel geduld en een hongersnood die aan zesduizend mensen het leven kostte de heer hen eindelijk weer brood gaf. In dit gedicht zitten twee chronogrammen:
1. Alle letters die extra groot zijn geschreven, zijn Romeinse cijfers die als je ze optelt 1574 vormen, het jaar van de bevrijding.
2. Het aantal hoofdletters is 131, het aantal dagen van het beleg

Aangezien de verborgen boodschappen in deze gedichten hetzelfde zijn, is men er vrijwel zeker van dat de gedichten dezelfde schrijver hebben.